# Deinum
Deinum is een dorp in de gemeente Waadhoeke, in de Nederlandse provincie Friesland. Deinum ligt tussen Leeuwarden en Dronrijp aan het Van Harinxmakanaal. In 2023 telde het dorp 1.050 inwoners. Een deel van de buurtschap Ritsumazijl heeft Deinum als adres. De dorpen Boksum, Blessum en Deinum vormen een gemeenschap met een aantal gezamenlijke faciliteiten.

## Geschiedenis
Evenals de overige dorpen in de voormalige gemeente Menaldumadeel is Deinum ontstaan aan de Middelzee. Deinum is rond het begin van de jaartelling gebouwd op een van de vele terpen in een kwelderlandschap.
De plaats werd in 1397 als deynim gespeld en later in de 15e eeuw kwamen schrijfwijzes als Deinum en Deynum voor. De plaatsnaam duidt mogelijk op de woonplaats woonplaats van de familie Daginga.
Veehouderij is door de eeuwen heen een belangrijke bron van inkomsten geweest voor de inwoners van Deinum, maar na 1960 is het meer een forenzendorp geworden. Van 1892 tot 1951 had Deinum een Coöperatieve Zuivelfabriek. Aan de westkant van het dorp staan nog de voormalige directeurswoning, enige arbeiderswoningen en een restant van de fabrieksgebouwen.

## Kerk

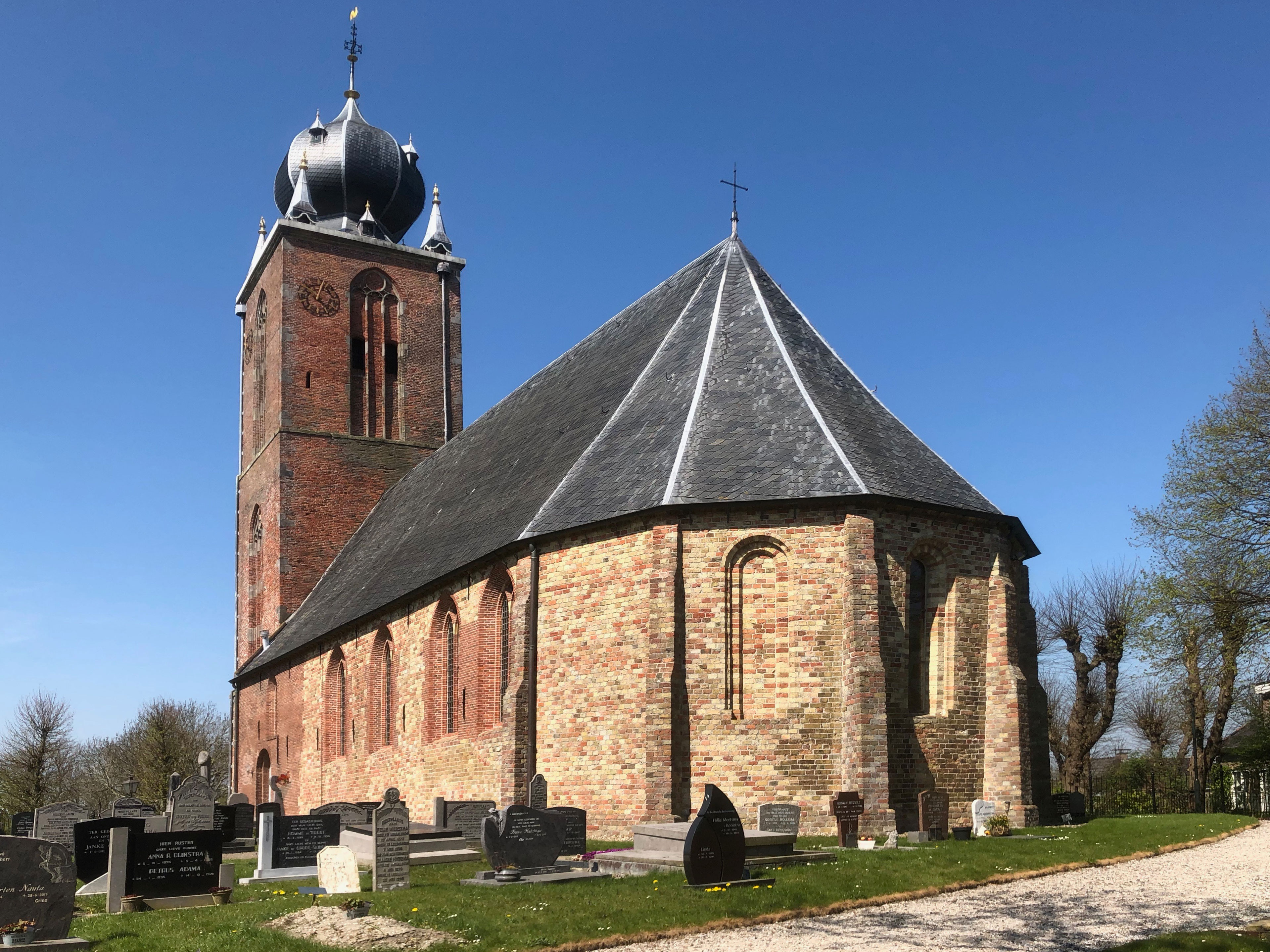
De kerk van Deinum

Het oudste gebouw in Deinum is de Sint Janskerk. Deze is gebouwd in de 13e eeuw. Op een tekst die in 1753 is toegevoegd staat het volgende in het Latijn:
Diende in eerdere tijd mijn spits als vuurwapen,
nu wijst deze toren een ieder van ver zijn weg.
Dit zou een verwijzing zijn naar de Middelzee waar Deinum naast is gelegen. Dat de toren vroeger gebruikt werd als vuurtoren, zoals de tekst suggereert, is echter een legende. Met de bouw van de toren werd in 1550 begonnen; vijfenveertig jaar eerder (1505) was in Het Bildt een dijk aangelegd waarmee het laatste deel van de Middelzee werd ingepolderd. De kerk in Deinum is ook bekend van een versje met als tekst Yn Deinum stiet in sipel op 'e toer. De zogenaamde sipel (Nederlands: ui) is in 1589 op de toren geplaatst. In 1989 is de oude, door de bonte knaagkever aangetaste 'sipel' vervangen door een nieuw exemplaar.

## Molen

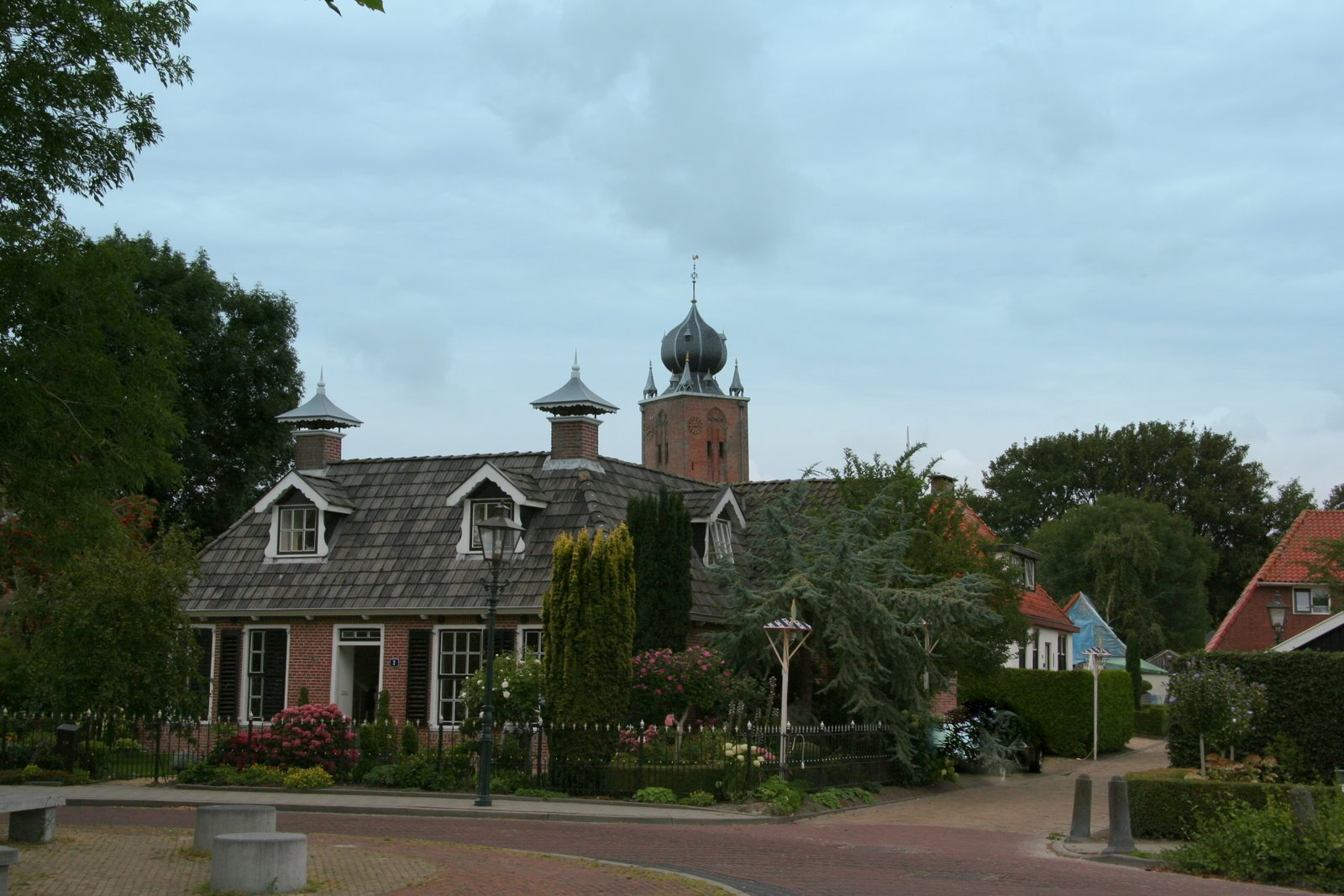
Dorpsbeeld van Deinum

Ten westen van het dorp staat Heechhiem, een in 1936 gebouwde Amerikaanse windmotor, die in 2002-2004 geheel is gerestaureerd.

## Sport
De omnisportvereniging SF Deinum bestaat sinds 2016. De vereniging is ontstaan uit groot aantal sportverenigingen uit het dorp. De grootste sporten zijn het kaatsen, het korfbal, het voetbal en het volleybal.

## Cultuur
De Fanfare Advendo bedient naast Deinum ook de dorpen Blessum en Boksum, net als de gezamenlijke dorpskrant. 

## Geboren in Deinum
- Dirk de Zee (1904-1985), politicus

## Openbaar vervoer
- Station Deinum, gelegen aan de spoorlijn Leeuwarden - Harlingen Haven.